# Chloroclystis periosa
Chloroclystis periosa là một loài bướm đêm trong họ Geometridae.